# Lincoln Calibration Sphere 1
Lincoln Calibration Sphere 1 – amerykański wojskowy satelita technologiczny, będący aluminiową sferą służącą do kalibracji radarów o średnicy 1,12 m. Był pierwszym z serii satelitów tego typu. Nie został wycofany ze służby i ciągle jest wykorzystywany do kalibracji radarów.
Wyniesiony wraz z Lincoln Experimental Satellite 2. Satelita pozostaje na wysokiej orbicie okołoziemskiej o trwałości szacowanej na 500 000 lat.